# Fracture transthalamique du calcanéus
 (mars 2015).
Améliorez-le ou discutez des points à vérifier. 

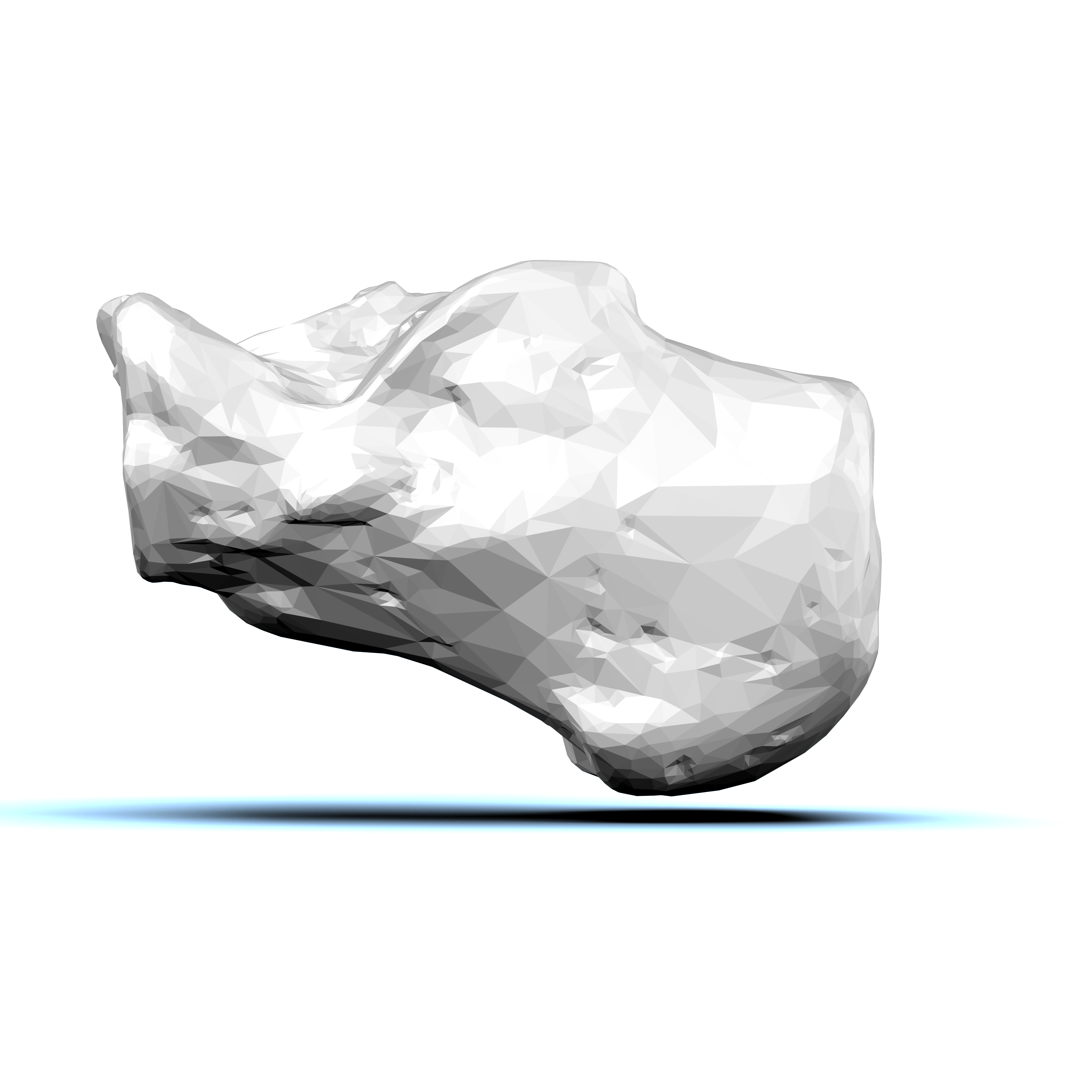
Calcaneus de profil

La fracture transthalamique du calcanéus est une fracture par décélération, au décours le plus souvent d'une chute de hauteur. Elle entraine une perte de hauteur du calcanéus et une atteinte de l'articulation sous-talienne, ce qui rend leur pronostic fonctionnel extrêmement péjoratif avec perte de mobilité, douleurs et difficultés de chaussage. Leur compréhension a été radicalement modifiée par la tomodensitométrie et les travaux de Guy Uthéza qui en a tiré une classification qui permet de programmer la réduction et l'ostéosynthèse des fractures.

## Étiologie
Il s'agit d'une fracture par décélération.